# Liste jüdischer Messias-Anwärter
Jüdische Messiasanwärter erfüllen nach eigener Aussage oder nach Aussage ihrer Anhänger eine jüdische Erwartung, die in der Tora, hauptsächlich in Kapitel 11 des Buches Jesaja, verankert ist. Erwartet wird, dass eines Tages ein Nachkomme Davids aufstehen und das Volk Israel zum Sieg führen wird. Diese Person wird als Messias bezeichnet, d. h. als der Gesalbte (Dan 9,25–26 ).

## Liste der jüdischen Messiasanwärter
Sortiert nach Wirkungszeit, ohne Anspruch auf Vollständigkeit.

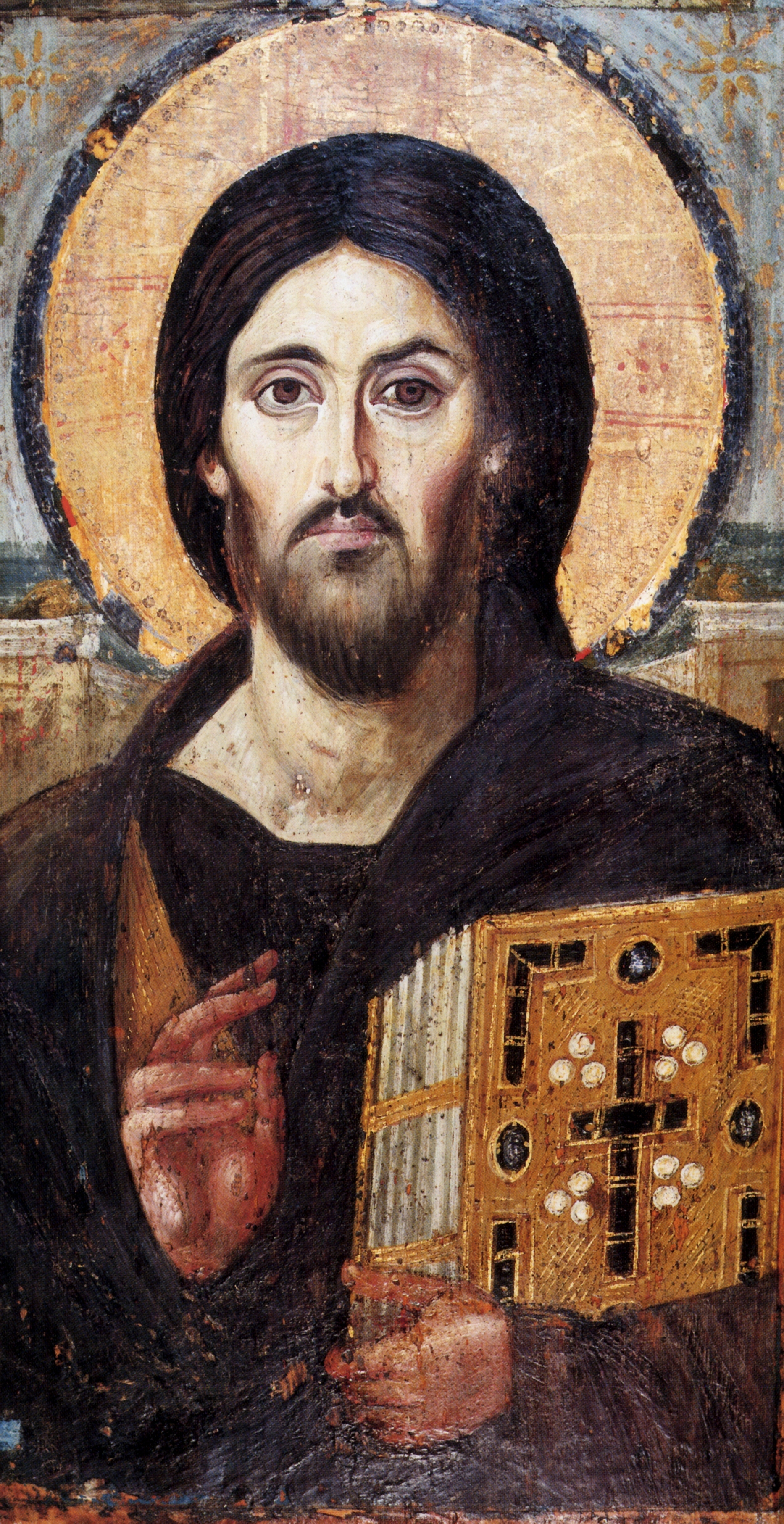
Jesus Christus, Pantokrator, aus dem Katharinenkloster auf dem Sinai, 6. Jahrhundert

### 1. Jahrhundert
- Rebellen, Militärführer und Messiasanwärter:
  - Judas der Galiläer, Sohn des Hiskia (gestorben um 6 n. Chr.)
  - Simon von Peräa[1] (um 4 n. Chr.), ehemaliger Sklave König Herodes des Großen
  - Athronges[2] (um 4-2? n. Chr.), Aufständiger gegen Herodes Archelaos und die Römer
  - Menachem ben Juda[3] (gestorben 66 n. Chr.), Aufständiger gegen Herodes Agrippa II.
- Jesus von Nazaret, jüdischer Messias, Sohn Gottes für die Christen, Prophet für die Muslime

### 2.–11. Jahrhundert

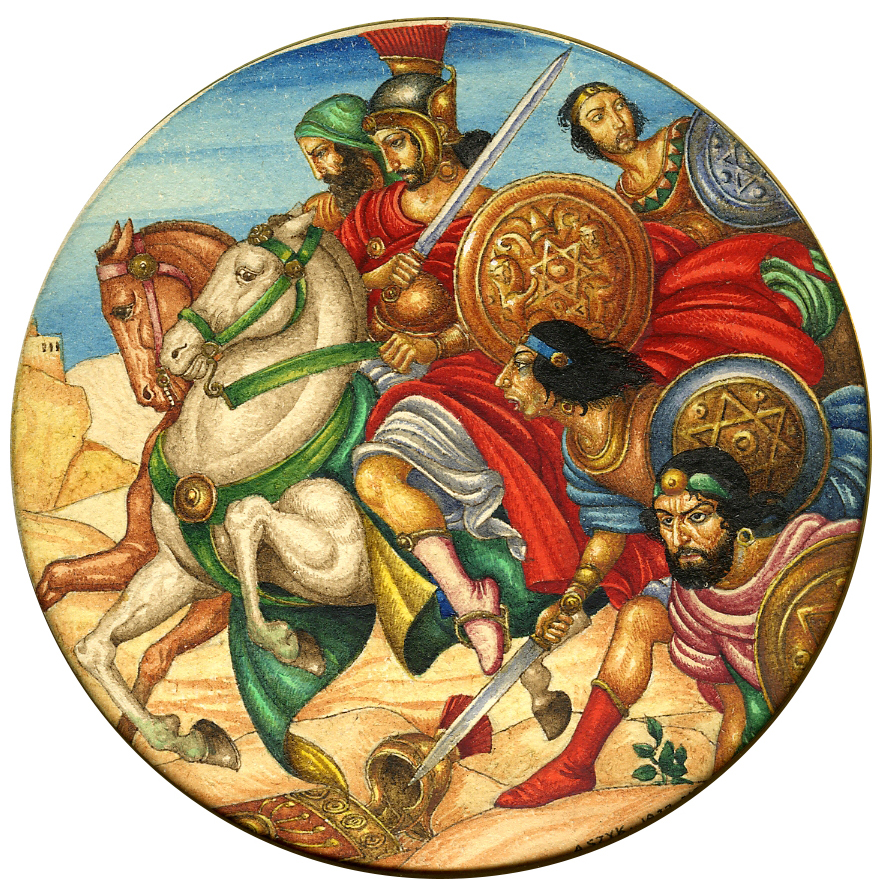
Arthur Szyk: Bar Kochba (1927), Paris

- Lukuas (115-117), Anführer der Rebellen während des Kitos-Krieges
- Simon bar Kochba (gest. 135), besiegt im Zweiten Jüdisch-Römischen Krieg
- Patricius (gest. 352), war einer der Hauptanführer des Aufstandes gegen Constantius Gallus

- Moses von Kreta[4] (5. Jahrhundert)
- Abu Issa al-Isfahani[5] (684-705) aus Isfahan, Persien

- Judgdan aus Hamadan (8. Jahrhundert), in Persien, Schüler von Abu Issa al-Isfahani
- Serene von Syrien[6] (um 720)

### 12.–15. Jahrhundert
- David Alroy (um 1160), Irak
- Abraham Aboulafia (geboren 1240), Spanien
- Moses Botarel[7] (um 1413) aus Cisneros, Spanien

### 16.–18. Jahrhundert

Menachem Mendel Schneerson, 1987

- Ascher Lemlein (15. und 16. Jahrhundert), deutscher Jude in Venedig
- David Reuveni (Anfang des 16. Jahrhunderts)
- Salomon Molcho (Anfang des 16. Jahrhunderts)
- Sabbatai Zvi (1626–1676), jüdischer Messias und späterer Konvertit zum Islam. Begründer des Sabbatianismus, aus dem weitere Messiasanwärter hervorgingen:
  - Abraham Miguel Cardozo (1630), Spanien
  - Jacob Querido (gest. 1690), vorgebliche Reinkarnation von Sabbatai Zvi
  - Mordecai Mokiakh[8] (1650–1729), „Prediger“ von Eisenstadt, Slowak
  - Jacob Joseph Frank (1726–1791), wiederum vorgebliche Reinkarnation von Sabbatai Zvi und vom Patriarchen Jakob, Gründer des Frankismus
  - Löbele Prossnitz[9] (1670–1730/1750), Mähren

### 19.–21. Jahrhundert
- Shukr Kuhayl I (19. Jahrhundert), jemenitischer Pseudo-Messias
  - Judah ben Shalom[10] (19. Jahrhundert), Reinkarnation von Shukr Kuhayl I.
- Menachem Mendel Schneerson (1902–1994); obwohl Schneerson nie behauptet hat, der Messias zu sein, behaupten einige seiner Anhänger, dass er dies mehrmals angedeutet habe, und erkennen ihm den Status eines Messias zu.